# Achyranthes frumentacea
Achyranthes frumentacea är en amarantväxtart som beskrevs av Nicolaas Laurens Nicolaus Laurent Burman. Achyranthes frumentacea ingår i släktet Achyranthes och familjen amarantväxter. Inga underarter finns listade i Catalogue of Life.